# Тодор Янакиев
Вижте пояснителната страница за други личности с името Тодор Тодоров.
Тодор Янакиев Тодоров е политик от БЗНС.

## Биография
Роден е на 22 май 1906 г. в Яребична. Участва в младежкото земеделско движение. През 1927 г. става член на БЗНС. От 1929 г. е член на УС на Българския младежки земеделски съюз, а от 1932 г. е член на Постоянното присъствие на БМЗС-Пладне. Между 1934 и 1944 г. е секретар на Областното ръководство на БЗНС. Участва в Отечествения фронт и си сътрудничи с дейците на БКП. След 9 септември 1944 г. е член на Националния съвет на ОФ до смъртта си. Тогава е председател на Областната земеделска дружба във Варна. В периода 1954 – 1971 г. е член на Президиума на Народното събрание на Народна република България. Между 1951 и 1971 г. е член на Постоянното присъствие на БЗНС. През 1971 г. става председател на Контролно-ревизионната комисия на БЗНС, а през 1976 г. е заместник-председател на комисията. Тодор Тодоров е обявен за „Герой на социалистическия труд“ с указ № 705 от 21 май 1976 г. и е награден с орден „Георги Димитров“. Умира на 25 юли 1979 г. в София. Награждаван е с ордените „Народна свобода 1941 – 1944 г.“, „9 септември 1944 г.“ – I ст. и „Народна република България“ – I ст.